# Maslowa Gomes Venturi
Maslowa Pereira Gomes Venturi (São Paulo, 12 de fevereiro de 1915, São Paulo, 04 de janeiro de 1993) foi uma escritora e tradutora brasileira.

## Biografia
Maslowa nasceu em São Paulo em 12 de fevereiro de 1915, Filha de Yaynha Pereira Gomes (poeta, pintora e contista gaúcha, 1885-1975), e sobrinha de Aplecina Conrado do Carmo (poeta, desenhista, teatróloga e professora gaúcha, 1895-1963). Maslowa dedicou-se inicialmente à tradução, e estreou como romancista em 1950, com “Vozes sem eco”. Faleceu em 04 de janeiro de 1993.

## Lista de obras
- Vozes sem seco (1950), Editora Brasiliense Ltda.
- Portão fechado (1953), Editora Brasiliense Ltda.
- Terra de Deus (1957), Livraria Martins Editora
- Passos na noite (1964), Livraria Martins Editora
- Trilha perdida (1971), Livraria Martins Editora

## Carreira literária
Seu livro de estréia, “Vozes sem eco”, em 1950, segue o realismo da época e se ambienta na cidade de São Paulo, retratando o cotidiano familiar da burguesia; retratando São Paulo pós-golpe getulista, com o Estado Novo, introduz a política em sua narrativa.
Em seu 2º romance, “Portão Fechado”, em 1953, apresenta o envolvimento político de forma mais madura, retratando São Paulo pós-revolução de 1930, com Getúlio Vargas no poder. Em “Terra de Deus”, em 1957, amplifica seu envolvimento retratando uma revolução camponesa fracassada no interior paulista.
“Trilha Perdida”, de 1971, tem entre seus temas a Guerra do Paraguai; Jorge Amado, ao fazer a apresentação do livro, escreve: “Trilha Perdida participa, ao mesmo tempo, do romance de costume – admirável romance de costumes –, e até do romance histórico. (...) Assim a novelística da autora paulista ganha dimensão maior, tendo ela enfrentado com sucesso uma arquitetura vasta e complexa em sua criação romanesca”. 

## Traduções
- Sozinho (Alone), Richard E. Byrd, Editora Nacional - Biblioteca do Espírito Moderno - Vol. 25 - Série 2ª, 1944

- Coração Ausente (Not with my heart), Sarah Elisabeth Rodger, Biblioteca das Moças, volume 125, Companhia Editora Nacional, 1946 e 1956.

- Médicos anônimos, a história do laboratório clínico (Doctor's Anonymous), William Mckee German,  Companhia Editora Nacional, 1942.

- Estrela Inconstante ("Inconstant Star"), Adelaide Humphries,  Biblioteca das Moças, volume 107, Companhia Editora Nacional, 1943.

- Tarde Demais (Sioux City), J. Hyatt Downing, Biblioteca das Moças, volume 112, Companhia Editora Nacional, 1943.

- Primavera de Amor (Seventeenth Summer), Maureen Daly, Biblioteca das Moças, volume 114, Companhia Editora Nacional, 1942.

- A Itália contemporânea: suas origens morais e intelectuais (Contemporany Italy), Carlo Conde Sforza, Brasiliense, 1945 (em cotradução com Jeannette Dente Vianna.

- A Alemanha por dentro, Louis P. Lochner, Companhia Editora Nacional, 1944.

- A Epopeia Russa: Diário de um jornalista junto ao exército vermelho (The tempering of Russia), Ilya Ehrenburg, Brasiliense 1946

- Tudo que peço da vida, (Young Doctor Merry), Editora Saraiva, Coleção Rosa, nº 6, 1950.
- O Século de Freud, (Freud and the Twentieth Century), Benjamin Nelson e outros, Biblioteca Temas Modernos, volume 14, IBRASA, 1959 em cotradução com o Dr. Caetano Trapé.

- Frenesi de verão, (American Earth), Erskine Caldwell, Ibrasa, 1967.

- Relações Humanas: problemas e casos no trato das pessoas (Human Relations in Actions), Calvin C. Thomason e Frank A. Clement, IBRASA, 1961.